# 301 v. Chr.
Portal Geschichte | Portal Biografien | Aktuelle Ereignisse | Jahreskalender | Tagesartikel

◄ |
5. Jahrhundert v. Chr. |
4. Jahrhundert v. Chr. |
3. Jahrhundert v. Chr. |
►

◄ | 320er v. Chr. | 310er v. Chr. | 300er v. Chr. | 290er v. Chr. |
280er v. Chr. |
►

◄◄ | ◄ | 304 v. Chr. | 303 v. Chr. | 302 v. Chr. | 301 v. Chr. |
300 v. Chr. |
299 v. Chr. |
298 v. Chr. |
► |
►►

## Ereignisse

### Östliches Mittelmeer und Naher Osten
- Schlacht bei Ipsos (Phrygien): Antigonos I. Monophthalmos unterliegt mit seinem Sohn Demetrios I. Poliorketes im Vierten Diadochenkrieg in Kleinasien der gegnerischen Diadochen-Koalition aus Kassander, Lysimachos und Seleukos I. Auf beiden Seiten kommen Kriegselefanten zum Einsatz. Antigonos fällt in der Schlacht, er kann als letzter Vertreter der Reichseinheit des Alexanderreiches gelten. Sein Herrschaftsgebiet wird auf die Sieger aufgeteilt: Lysimachos gewinnt das westliche Kleinasien und die Schwarzmeerküste, Seleukides Kappadokien (unter dem Statthalter Ariarathes II.) und Syrien. Demetrios entkommt nach Ephesos und schlägt sich in den nächsten Jahren mit einem eigenen Söldnerheer durch. Pyrrhos I., der als Schwager des Demetrios an dessen Seite bei Ipsos mitkämpfte, kommt später (für vier Jahre) als Geisel in die Obhut von Ptolemaios I.
- Lysimachos benennt die Stadt Antigoneia am Marmarameer in Nikäa um. In Pergamon setzt er Philetairos, den Ahnherren der Attaliden, als Statthalter ein.
- Seleukos I. gründet im neuerworbenen Syrien die Stadt Antiochia am Orontes, die bald Seleukia als wichtigste Stadt des Seleukidenreiches ablöst.

### Westliches Mittelmeer
- Marcus Valerius Corvus wird von den Römern zum Diktator ernannt. Er schlägt eine Erhebung der Marser nieder und besiegt die Etrusker bei Rusellae.

## Gestorben
- Antigonos I. Monophthalmos, Diadochenkönig im Alexanderreich (* um 382 v. Chr.)